# Operator (extensión)
Operator es una extensión para el navegador web Mozilla Firefox. Actúa como analizador sintáctico de un número de microformatos, y además los valida.
Operator permite al usuario acceder a microformatos a través de una serie de métodos, todos opcionales: una barra de herramientas, un ícono en la barra de estado, un ícono en la barra de direcciones.
Tiene soporte nativo para varios microformatos:
- adr (direcciones postales)
- hCard (información de contacto / direcciones)[4]
- hCalendar (eventos)[4]
- Geo (coordenadas geográficas)
- El elemento rel

y es extensible, ya que los usuarios pueden agregar nuevas acciones para los microformatos incluidos, o especificar reconocimientos de microformatos adicionales.
Operator fue escrito por Mike Kaply de IBM. Forma las bases de la interfaz de programación de aplicaciones de microformatos de Firefox 3, permitiendo un soporte nativo, pero sin tener una interfaz de usuario directa, debido a una falta de consenso en la implementación de la interfaz gráfica.